# Wybory prezydenckie w Gruzji w 2013 roku
W 2013 wybory prezydenckie w Gruzji odbyły się 27 października i była to szósta elekcja prezydencka po proklamowaniu niepodległości przez Gruzję w 1991. O kolejną reelekcję nie mógł się ubiegać dotychczasowy prezydent Micheil Saakaszwili, gdyż konstytucja ograniczała liczbę kadencji do dwóch. Wybory w pierwszej turze wygrał zdecydowanie kandydat opozycyjny wobec partii Saakaszwilego – Giorgi Margwelaszwili.

## Tło
Wybory prezydenckie w 2008 wygrał Micheil Saakaszwili, zapewniając sobie reelekcję. W związku z tym, iż w 2013 musiał złożyć urząd prezydenta, planował zostać premierem kraju. Wobec tego 15 października 2010 parlament wprowadził poprawki do konstytucji, znacznie umacniając władze premiera. Zmiany te weszły w życie po wyborach prezydenckich w 2013.
Jednak wybory parlamentarne z 1 października 2012 wygrała gruzińska opozycja skupiona wokół koalicji Gruzińskie Marzenie z Bidziną Iwaniszwilim na czele, który został premierem kraju. Tym samym nastała roczna koabitacja, a władza po 2013 będzie skupiona w rękach Iwaniszwilego.
Wobec tego Iwaniszwili nie wziął udziału w wyborach prezydenckich. Zgłosił do nich wicepremiera oraz ministra oświaty i nauki, Giorgiego Margwelaszwilego. Faworytem Saakaszwilego został Dawit Bakradze, były przewodniczący parlamentu i minister dyplomacji. W wyborach startowała również Nino Burdżanadze, polityczka uznawana za prorosyjską. Wraz z Saakaszwilim i zmarłym Zurabem Żwanią tworzyła człon rewolucji róż z 2003, która przyniosła jej stanowisko przewodniczącej parlamentu, na czele którego stała do 2008.

## Wyniki
Wybory w pierwszej turze zdecydowanie wygrał kandydat Gruzińskiego Marzenia, Giorgi Margwelaszwili, zdobywając 62,11% głosów. Na drugim miejscu uplasował się Dawit Bakradze z wynikiem 21,73%, z kolei trzecia była Nino Burdżanadze (10,18%). Poparcie dla reszty kandydatów nie przekroczyło 3% oddanych głosów. Frekwencja wyborcza wynosiła 46,96%. Przebywający w czasie głosowania w Gruzji obserwatorzy Organizacji Bezpieczeństwa i Współpracy w Europie (OBWE) ogłosili, iż wybory były uczciwe, „pozytywne i przejrzyste”. Obserwatorzy oświadczyli, iż były to kolejne wybory po parlamentarnych z 2012, które świadczyły o dojrzewaniu gruzińskiej demokracji.
| Kandydat                             | Partia                                     | Głosy     | %      |
| ------------------------------------ | ------------------------------------------ | --------- | ------ |
| Giorgi Margwelaszwili                | Gruzińskie Marzenie                        | 1 012 214 | 62,11% |
| Dawit Bakradze                       | Zjednoczony Ruch Narodowy                  | 354 206   | 21,73% |
| Nino Burdżanadze                     | Demokratyczny Ruch-Zjednoczona Gruzja      | 165 933   | 10,18% |
| Szalwa Natelaszwili                  | Gruzińska Partia Pracy                     | 46 958    | 2,88%  |
| Giorgi Targamadze                    | Ruch Chrześcijańsko-Demokratyczny          | 17 343    | 1,06%  |
| Koba Dawitaszwili                    | Partia Ludowa                              | 9 850     | 0,60%  |
| Zurab Charatiszwili                  | Europejscy Demokraci                       | 3 724     | 0,23%  |
| Lewan Czaczua                        | Bezpartyjny                                | 3 093     | 0,19%  |
| Nino Czaniszwili                     | Bezpartyjna                                | 2 278     | 0,14%  |
| Sergo Dżawachidze                    | Ruch na Rzecz Uczciwej Gruzji              | 2 108     | 0,13%  |
| Giorgi Liluaszwili                   | Bezpartyjny                                | 1 909     | 0,12%  |
| Akaki Asatiani                       | Związek Tradycyjnej Gruzji                 | 1 568     | 0,10%  |
| Micheil Saluaszwili                  | Bezpartyjny                                | 1 376     | 0,08%  |
| Teimuraz Mżawia                      | Ludowa Partia Chrześcijańsko-Demokratyczna | 1 299     | 0,08%  |
| Mamuka Melikiszwili                  | Bezpartyjny                                | 994       | 0,06%  |
| Giorgi Czichladze                    | Bezpartyjny                                | 863       | 0,05%  |
| Nestan Kirtadze                      | Bezpartyjny                                | 764       | 0,05%  |
| Tamaz Bibiluri                       | Bezpartyjny                                | 687       | 0,04%  |
| Nugzar Awaliani                      | Bezpartyjny                                | 663       | 0,04%  |
| Awtandil Margiani                    | Bezpartyjny                                | 628       | 0,04%  |
| Kartlos Gharibaszwili                | Bezpartyjny                                | 530       | 0,03%  |
| Teimuraz Bobochidze                  | Bezpartyjny                                | 365       | 0,02%  |
| Mamuka Czochonelidze                 | Bezpartyjny                                | 332       | 0,02%  |
| Razem                                | Razem                                      | 1 629 685 | 100%   |
| Zarejestrowanych wyborców/frekwencja | Zarejestrowanych wyborców/frekwencja       | 3 537 719 | 46,96% |
| Źródło: CEC                          |                                            |           |        |